# Jean-Loup Rivière
Jean-Loup Rivière (Caen, 10 de enero de 1948 – París, 23 de noviembre de 2018) fue un dramaturgo y crítico teatral francés.

## Biografía
Jean-Loup Rivière estudió filosofía en la Universidad de Caen y estuvo al frente de un Grupo de Investigación Teatral de 1969 a 1972. Escribió su tesis doctoral en la École pratique des hautes études y comenzó a dar clases en la Universidad de París X Nanterre el 15 de diciembre de 2001.
Rivière dirigió el "Atelier de création radiophonique" sobre la cultura francesa de 1973 a 1983. También estuvo a cargo de los estudios en el Centro Georges Pompidou de 1977 a 1980, crítico de teatro en Libération de 1981 a 1982, secretario general de 1983 a 1986 y consejero literario y artístico en la Comédie-Française de 1986 a 2001.
Rivière dio clases en el Instituto de Teatro de la Universidad Sorbona Nueva-París 3 de 1995 a 2001. También fue profesor de estudios teatrales en la Escuela Normal Superior de Lyon y profesor de dramaturgia en el Conservatoire national supérieur d'art dramatique (CNSAD).